# Juliusz Kydryński
Juliusz Kydryński (30. června 1921 Tarnobřeh – 26. května 1994 Krakov) byl polský spisovatel, divadelní a filmový kritik a překladatel z angličtiny, němčiny a francouzštiny, bratr Lucjana Kydryńskiho.

## Životopis
Studoval polský a anglický jazyk na Fakultě humanitních studií na Jagellonské univerzitě. V letech 1940–1945 působil jako aktivista podzemní kultury v Krakově. V roce 1942 byl vězněn v Osvětimi.
Debutoval jako spisovatel v roce 1943 na stránkách podzemního časopisu Miesięcznik Literacki. Od roku 1945 byl redaktorem týdeníku Przekrój.
Byl blízkým přítelem Karola Wojtyly, budoucího papeže Jana Pavla II., který se skrýval v bytě Kydryńskich v prvních dnech okupace po otcově smrti.

## Dílo
- Notatnik europejski
- Uwaga, gong!... Opowieść-pamiętnik o teatrach krakowskich 1937-1948
- Do widzenia, Claudio
- Próba portretu. Rzecz o Adamie Polewce
- Tapima
- Był potrzebny. O Ludwiku Pugcie
- Gwiazda dwóch kontynentów
- Itaka i mgła
- W łupinie orzecha
- Powrót do natury
- Szpieg Nazi nr 176

překlady
- Ben Jonson Alchemik
- Thomas Kyd Tragedia hiszpańska
- Alexander Pope Porwany lok
- Franz Kafka Ameryka, Wyrok, Kolonia karna
- Iris Murdoch Jednorożec
- Pierre Boulle Most na rzece Kwai
- Henry Miller Noce miłości i śmiechu
- John Steinbeck Perła
- Laurence J. Peter Recepta Petera
- Mark Twain Listy z Ziemi